# Gulo gulo albus
Gulo gulo albus es una subespecie del glotón (Gulo gulo), especie de mamífero carnívoro de la familia Mustelidae.

## Distribución geográfica
Se encuentra en Kamchatka.